# Ture E. Berg
Ture Emanuel Berg, född 5 oktober 1916 i Vansbro, död 9 maj 2012, var en svensk socialdemokratisk politiker. 

## Biografi
Ture E Berg hade ett politiskt engagemang inom socialdemokraterna, både på kommunal- och landstingsnivå.
Han var ordförande i Järna kommunalfullmäktige och blev efter kommunsammanslagningen med Nås och Äppelbo ordförande i Vansbro kommunfullmäktige. 
I 35 år arbetade han inom landstingspolitiken, varav i 17 år som ordförande för sjukvårdsstyrelsen. Han blev även ett av landstingets första tre landstingsråd 1976, en uppgift han behöll fram till pensioneringen 1985.
Även efter pensioneringen har Berg varit aktiv. Han har varit ordförande i Vansbro arbetarkommun, vice ordförande för PRO Dalarna och även revisor i bland annat Landstingsförbundet och första AP-fonden. Uppdraget inom PRO Dalarna behöll han ända fram tills att han fyllde 90 år.
Han belönades med Dalarnas idrottsförbunds guldmedalj för sina mångåriga insatser för idrotten.